# Skuespil
Skuespil betegner både en forestilling, der opføres på en teaterscene, og et dramatisk værk, der er skrevet med henblik på opførelse på en teaterscene - altså et teaterstykke.
Ordet bruges også generelt om scenekunst. 
Skuespil omfatter både den skrevne tekst og skuespillerens ageren (mimik, bevægelser, betoninger og interaktion), koreografi, scenografi, rekvisitter og lyssætning.
Teksten indeholder replikker og eventuelle regibemærkninger.
En monolog er et skuespil med kun én medvirkende.